# Get Wild 2015
「Get Wild 2015 -HUGE DATA-」（ゲット･ワイルド・2015・ヒュージ・データ）は、TM NETWORKの通算41枚目のシングル。2015年3月21日と3月22日にライブ会場限定で3曲入り12cmCDがフィジカルリリース、同年4月22日には1曲追加されデジタルリリースされた。

## 背景
TM NETWORKとしては2枚目の会場限定シングル。表題曲は1987年に発表されたシングル「Get Wild」の2015年バージョンであり、シングルCDとして販売されるのは5度目。

## 制作

### Get Wild 2015 -HUGE DATA-
2014年から2015年にかけて行われたライブでのアレンジが元となっており、演奏時間は11分を超える。
ギターは前作「LOUD」と同じく松尾和博が担当している。

### Children of the New Century -FINAL MISSION-
2013年に行われた「TM NETWORK FINAL MISSION -START investigation-」にて披露されたバージョンのスタジオ音源。

## リリース
2015年3月21日と3月22日にライブ会場限定で販売され、2015年4月22日には新たに『Just Like Paradise 2015』の音源を加えた形でiTunes Music Storeやmoraなどで配信される。mora・e-onkyoではハイレゾ版も配信。

## 収録曲

### CD盤
| 全作曲・編曲: 小室哲哉。 |                                                               |            |            |       |
| #                        | タイトル                                                      | 作詞       | 作曲・編曲 | 時間  |
| 1.                       | 「Get Wild 2015 -HUGE DATA-」                                 | 小室みつ子 | 小室哲哉   | 11:11 |
| 2.                       | 「Children of the New Century -FINAL MISSION-」(Instrumental) |            | 小室哲哉   | 8:15  |
| 3.                       | 「Get Wild 2015 -HUGE DATA-」(Instrumental)                   |            | 小室哲哉   | 11:10 |
| 合計時間:                | 合計時間:                                                     | 合計時間:  | 30:36      |       |

### デジタル・ダウンロード
| 全作曲・編曲: 小室哲哉。 |                                                               |            |            |       |
| #                        | タイトル                                                      | 作詞       | 作曲・編曲 | 時間  |
| 1.                       | 「Get Wild 2015 -HUGE DATA-」                                 | 小室みつ子 | 小室哲哉   | 11:11 |
| 2.                       | 「Children of the New Century -FINAL MISSION-」(Instrumental) |            | 小室哲哉   | 8:15  |
| 3.                       | 「Get Wild 2015 -HUGE DATA-」(Instrumental)                   |            | 小室哲哉   | 11:10 |
| 4.                       | 「Just Like Paradise 2015」                                   | 小室哲哉   | 小室哲哉   | 4:07  |
| 合計時間:                | 合計時間:                                                     | 合計時間:  | 34:43      |       |

## クレジット
- Produced : 小室哲哉
- Guitar : 松尾和博
- Mixed : Dave Ford
- Recorded : 伊東俊郎, 沢田悠介
- Mastered : 前田康二 (Burnie Grundman Mastering)
- Synthesizer Programming : 岩佐俊秀
- Art Direction, Design : 今川鉄兵

## 収録アルバム
Get Wild 2015 -HUGE DATA-
- GET WILD SONG MAFIA
- Gift from Fanks M
- How Do You Crash It? (ライヴバージョン。ただし表記は『Get Wild』となっている。)